# Hologerrhum philippinum
Hologerrhum philippinum là một loài rắn trong họ Rắn nước. Loài này được Günther mô tả khoa học đầu tiên năm 1858.

## Hình ảnh

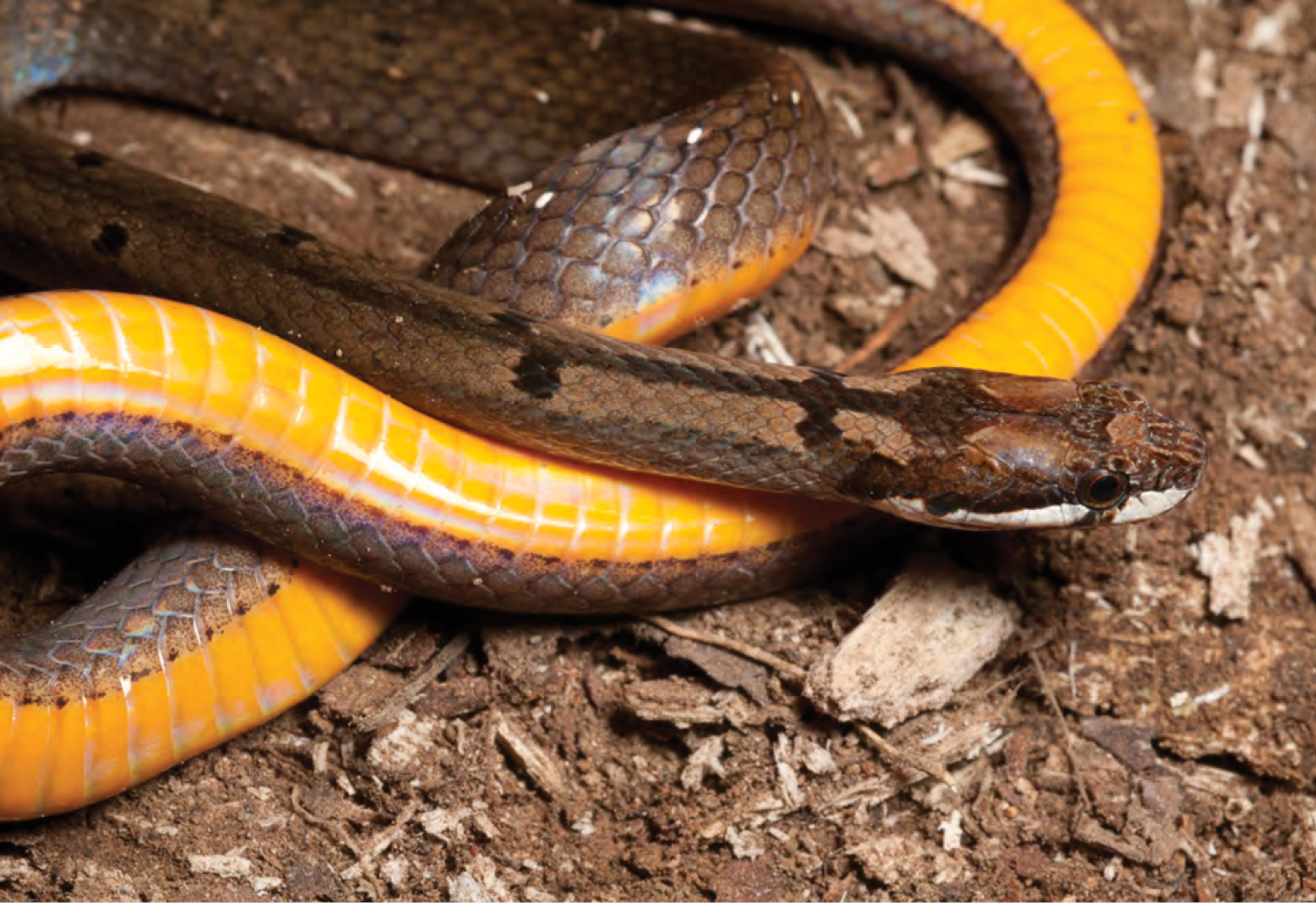